# Dion Parson
Dion Parson (Saint Thomas (Amerikaanse Maagdeneilanden), 11 juni 1967) is een Amerikaanse jazzdrummer.

## Biografie
Parson begon op school trombone te spelen, maar wisselde op 15-jarige leeftijd naar de drums. Hij ontving prijzen en beurzen om de zomerschool aan de Interlochen Music Academy in Michigan te volgen. In 1985 ging hij studeren aan de Rutgers University in New Jersey, waar hij tot 1990 studeerde bij Keith Copeland en William Moersch. In 1994 begon hij met privé-studies bij Michael Carvin.
Na zijn afstuderen speelde hij met diverse musikanten als Milt Jackson, Monty Alexander, Steve Grossman, Gary Bartz, Geri Allen, Donald Harrison, Don Byron, David Sanchez, Lee Konitz, Ernest Ranglin, Terell Stafford, Cyrus Chestnut, Babatunde Olatunji, Baaba Maal, Joanne Brackeen, Freda Payne en Steve Turre. Met Ron Blake formeerde hij de 21st Century Band in 1998, die de muzikale traditie van de Maagdeneilanden weerspiegelt en waarin hij ook samenwerkte met Wycliffe Gordon. Tussen 1990 en 2015 was hij betrokken bij 28 opnamen op het gebied van de jazz, waaronder met Ray Anderson (Wishbone), Marc Cary, Laurent de Wilde en Jon Faddis. 
Sinds 1992 is Parson ook werkzaam als universitair docent aan de Rutgers University en andere instellingen. Hij fungeert ook als creatief directeur van United Jazz International, opgericht door Branford Marsalis en Steve Coleman.

## Discografie
- Dion Parson & 21st Century Band St. Thomas (United Jazz International 2015, met Carlton Holmes, Alioune Faye, Rashawn Ross, Reuben Rogers, Victor Provost, Ron Blake, Boo Reiners)[4]

- Gemeinsame Normdatei: 134933435
- International Standard Name Identifier: 0000 0000 5516 7933
- Library of Congress Control Number: no99014546
- MusicBrainz: 5e8125d5-7b7c-40b0-a0bb-0207316b1ca4
- Nationale Bibliotheek van Israël: 987007323471205171
- Système universitaire de documentation: 250612313
- Virtual International Authority File: 113149106244068491919